# Pittheus
Pittheus (altgriechisch Πιτθεύς Pittheús, lateinisch Pittheus) ist in der griechischen Mythologie der König von Troizen. Er war der Sohn des Pelops und der Hippodameia und der Vater der Aithra. Er soll Besitzer des besten Weines in Griechenland gewesen sein.
Pittheus verließ zusammen mit seinem Bruder Troizen seine Heimatstadt Pisa und besetzten gegenüber der Insel Poros einen Teil des Herrschaftsbereichs des Königs Aëtios. Nach einiger Zeit verdrängten sie Aëtios ganz aus der Herrschaft und übernahmen das gesamte Königreich. Strabon berichtet, dass Troizen und Pittheus bereits zur Zeit des Anthas, dem Vater des Aëtios, ihre Herrschaft auf das ganze Land ausdehnten. Nach Troizens Tod siedelte Pittheus alle Einwohner in einer Stadt an und benannte sie nach seinem verstorbenen Bruder Troizen.
Er war berühmt für seine Weisheit. Er schrieb ein Buch über die Redekunst, das zur Zeit des Pausanias von einem Epidaurier herausgegeben wurde und das Pausanias selbst auch gelesen hatte. Pittheus lehrte auch die Redekunst im Heiligtum der Musen in Troizen. Er gründete das Heiligtum des Apollon Thearios und den Altar der Themides. Sein Grab befand sich auf der Agora von Troizen hinter dem Tempel der Artemis Soteira. Auf dem Grab standen drei Throne aus Marmor, auf denen Pittheus einst zusammen mit zwei Richtern saß, um Recht zu sprechen.
Bellerophon bat bei Pittheus um die Hand der Aithra. Pittheus willigte ein doch Bellerophon verließ vor der Hochzeit Troizen und so kam diese nicht zustande. Pittheus war ein guter Freund des Aigeus, des Königs von Athen. Aigeus hatte wegen seiner Kinderlosigkeit um Rat beim Apollon-Orakel in Delphi gebeten. Da Aigeus die Weissagung nicht verstand, begab er sich auf dem Rückweg nach Troizen zu König Pittheus. Dieser verstand den Orakelspruch und brachte Aigeus dazu, mit seiner Tochter zu schlafen, indem er ihn betrunken machte, damit er mit ihr seinen lang erhofften Thronerben zeugen konnte. In derselben Nacht soll jedoch auch Poseidon Aithra beigewohnt haben. Pittheus erzog seinen Enkel in Troizen, während Aigeus nach Athen zurückkehrte. Auch Herakles war ein Freund des Pittheus, so wird von einem Besuch berichtet als Theseus noch ein Kind war.
Nachdem Theseus Phaidra heiratete schickte er Hippolytos, seinen Sohn aus erste Ehe, zu Pittheus. Dieser sollte ihn erziehen und als Thronfolger von Troizen einsetzen. Da jedoch Hippolytos starb und Theseus sich auf der Insel Skyros in den Tod stürzte, war Troizen ohne Thronfolger und so fiel es an die Argiver. Da Kyanippos noch zu jung war übernahm Diomedes die Regierungsgeschäfte für ihn.
Laut Plutarch in seiner Lebensbeschreibung des Theseus, der einzigen diesbezüglichen Quelle, hatte er eine Tochter namens Henioche. Diese war in einer bei Plutarch überlieferten Mythosversion von Kanethos Mutter des Skiron oder des Sinis. Pausanias berichtet dazu, dass Theseus, als er den Sinis getötet hatte, entsühnt werden musste, da dieser mit ihm über Pittheus verwandt war.